# Pardosa adustella
Pardosa adustella este o specie de păianjeni din genul Pardosa, familia Lycosidae. A fost descrisă pentru prima dată de Roewer, 1951. Conform Catalogue of Life specia Pardosa adustella nu are subspecii cunoscute.